# Cícero Dantas Martins
Cícero Dantas Martins, primeiro e único barão de Jeremoabo (São João Batista de Jeremoabo, 28 de junho de 1838 — Bom Conselho, 27 de outubro de 1903), foi um político brasileiro, latifundiário e industrial, havendo instalado, com sócios, a primeira usina de açúcar do Norte e Nordeste do Brasil.

## Biografia
Filho de Mariana Francisca da Silveira e do Comendador João Dantas dos Reis e neto do capitão mor João Dantas dos Imperiais  Itapicuru, um dos heróis da independência da Bahia, provém, assim, da família Dantas, antigos procuradores da casa da Torre de Garcia d'Ávila. Foi administrando as terras da Casa da Torre que os Dantas acumularam grandes extensões rurais, até que Cícero Dantas Martins, já nascido em berço de ouro, tornou-se o maior fazendeiro de toda a região Nordeste, com sessenta e uma propriedades na Bahia e em Sergipe.
Casou-se com sua prima, Mariana da Costa Pinto Dantas, filha do Conde de Sergimirim, Antônio da Costa Pinto, senhor de engenho, unindo, assim, o poder que exercia no sertão àquele exercido por seu sogro no Recôncavo. Tornou-se o homem mais poderoso de Alagoinhas a Juazeiro.
Formou-se bacharel em Ciências Sociais e Jurídicas em Recife, em 1859. Foi vereador em Bom Conselho no ano de 1875; deputado pela Bahia por quatro legislaturas (de 1869 a 1872, de 1872 a 1875, em 1877, e de 1886 a 1889); senador estadual na sua província da Bahia no ano de 1891. Também se tornou o 1.º intendente eleito constitucionalmente no município de Itapicuru de Cima entre os anos de 1893 e 1896.

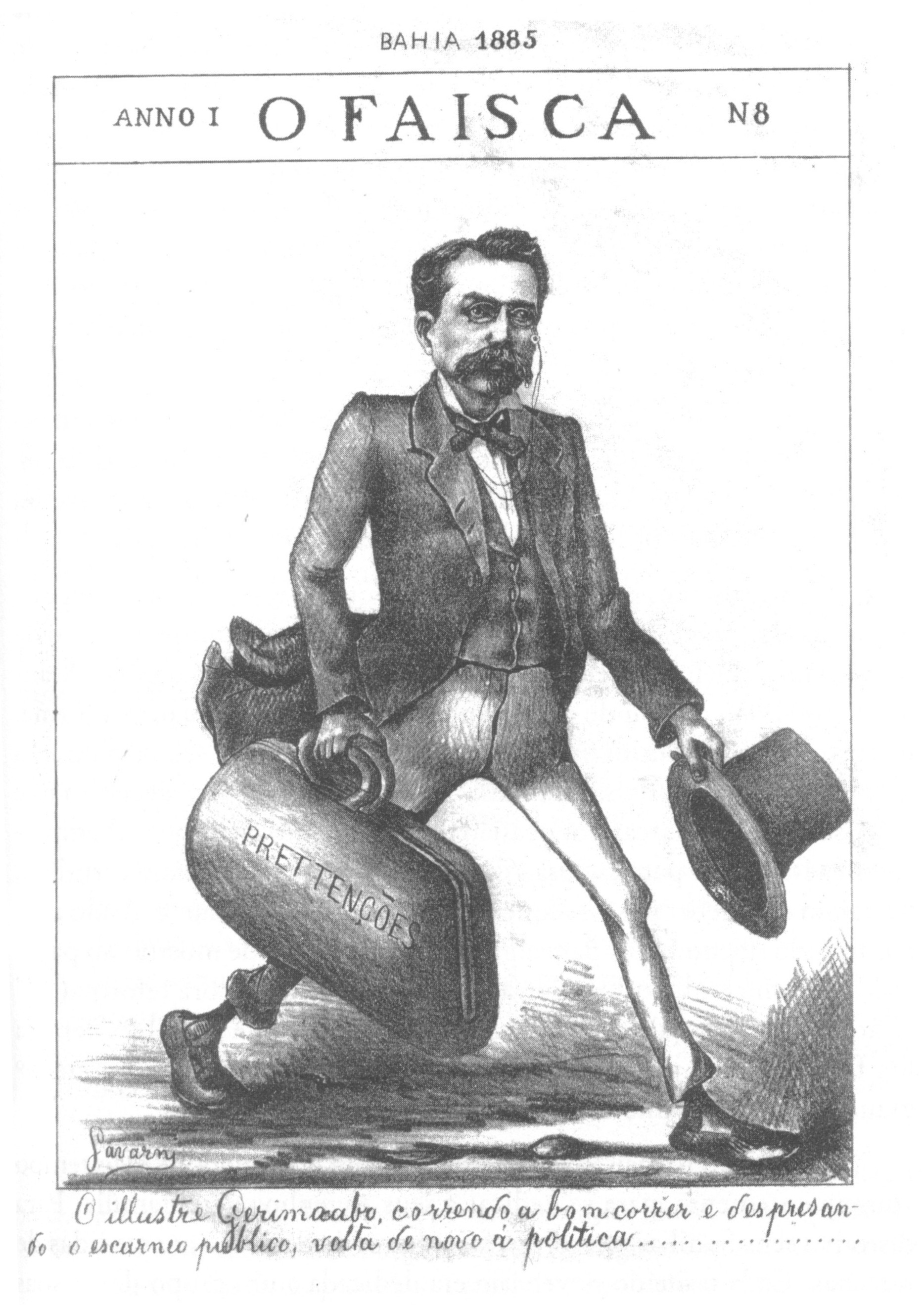
Jornal de 1885, com a caricatura do Barão.

Além da política, a marca de Cícero Dantas Martins foi a escrita de cartas. Entre os anos de 1873 e 1903, remeteu 44.411 cartas, uma média de 1.432 ao ano – meticuloso, tomava notas em seu caderno de todas as correspondências enviadas, além de mortes, nascimentos, e muitas outras informações com que se confrontasse. Muitas das cartas enviadas por Cícero Dantas Martins nunca foram recuperadas. Restaram, no entanto, todas as cartas recebidas pelo Barão de Jeremoabo e fotografias que vinham com estas, de personagens importantes da história do Brasil como José de Alencar, Barão de Rio Branco, Barão de Cotegipe, Visconde de Niterói, além de familiares, amigos e outros proprietários rurais. As cartas guardadas são uma recém-descoberta e rica fonte de informação sobre períodos da história brasileira como a Guerra de Canudos. 
O Barão de Jeremoabo foi sepultado em 1903 na Igreja Matriz de Nossa Senhora do Bom Conselho, na Cidade de Bom Conselho (Atual Cícero Dantas-BA). Os seus restos mortais até hoje se encontram nesta igreja. Construiu juntamente com o seu sogro, Conde de Sergimirim e o seu cunhado, Visconde da Oliveira, a primeira usina de açúcar do norte/nordeste do Brasil, Engenho Central Bom Jardim em Santo Amaro/BA. Também construiu o Solar do Camuciatá em Itapicuru/BA e foi pai do ex senador João da Costa Pinto Dantas e do ex deputado Antônio da Costa Pinto Dantas. Foi avô do deputado que lhe era homônimo, Cícero Dantas Martins (neto), bem como de João da Costa Pinto Dantas Júnior, bisavô do ex deputado João Carlos Tourinho Dantas e trisavô do banqueiro Daniel Dantas e do ex-deputado Sérgio Tourinho Dantas.
O Barão de Jeremoabo  era sobrinho de José Dantas dos Imperiais Itapicuru (Primeiro Barão do Rio Real) e primo de Manoel Pinto de Souza Dantas (Senador Dantas). 
É um dos personagens principais do livro A Guerra do Fim do Mundo do peruano Mario Varga Losa, nobel de literatura, que o descreveu em seu livro como o Barão de Canabrava.